# Blackwater. L'ascension de l'armée privée la plus puissante du monde
Blackwater : L'ascension de l'armée privée la plus puissante du monde (Titre original : Blackwater: The Rise of the World's Most Powerful Mercenary Army) est un livre écrit par le journaliste indépendant Jeremy Scahill, publié par Nation Books en 2007, à propos de la société militaire privée Blackwater USA.

## Contenu
Le livre relate la naissance et la montée en puissance de Blackwater USA, une société militaire privée. Selon Scahill, le succès de l'entreprise est le résultat de la privatisation des forces des États-Unis depuis la fin de la guerre froide, ainsi que l'épuisement engendré par les déploiements trop importants en Irak et en Afghanistan notamment. Il accuse la société d'agir comme une garde prétorienne dans ces deux pays, protégeant les autorités américaines sur place tout en bénéficiant alors d'une immunité quasi totale, à l'inverse de l'armée régulière qui doit répondre à des règles militaires.